# Marijsko

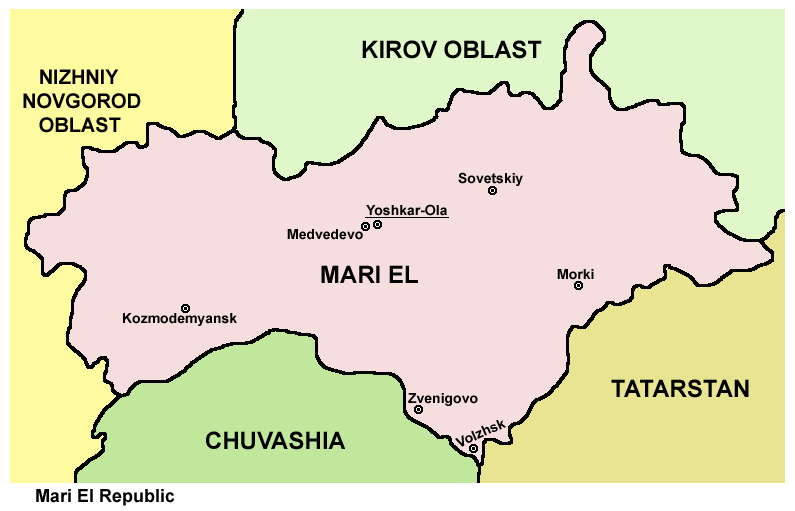

Marijsko (rusky Мари́й Эл, Marij El, marijsky Марий Эл, Marij El) je republika na východě evropské části Ruska.

## Historie
Oblast, kterou obývali Marijci, byla dlouhou dobu rozdělena mezi Kazaňský chanát a Rusko, tudíž byla pod vlivem islámu i ruské pravoslavné církve. Během 16. století se definitivně stala součástí Ruska.
4. listopadu 1920 vznikla Marijská autonomní oblast, která byla 5. prosince 1936 transformována na Marijskou ASSR.
22. října 1990 bylo Marijsko (rozhodnutím Sovětu Marijské ASSR) transformováno na Marijskou SSR, 24. května 1991 bylo toto rozhodnutí poslanci RSFSR schváleno.
9. prosince 1992 bylo Marijsko, sjezdem poslanců Ruské federace, přejmenováno na „Marijskou republiku” s účinností (uveřejněním v deníku Rossijskaja gazeta) od 12. ledna 1993.

## Symboly

### Vlajka
Marijská vlajka je tvořena bílým listem o poměru stran 2:3, majícím u žerdi pruh červené barvy o šířce 1/8 délky vlajky s marijským ornamentem. Ve středu bílého pruhu je umístěn marijský státní znak.

## Geografie
Marij El leží na Volze východně od Nižněnovgorodské oblasti západně od Tatarstánu, na jihu sousedí s Čuvašskem.

## Obyvatelstvo
Původním národem jsou Marijci. Marijci tvořili při Sčítání 2002 312 178 (42,88 % populace) obyvatel. 345 513 (47,46 %) lidí z 727 979 osob byli Rusové, 43 377 (5,96 %) Tataři, 7418 (1,02 %) Čuvaši a 5097 (0,70 %) Ukrajinci. Úředními jazyky jsou dva dialekty marijštiny a ruština. V náboženství převládá ruská pravoslavná církev (66 obcí), dále jsou zastoupeni příslušníci pohanského polyteistického náboženství (3 komunity), islámu (14 obcí) a protestantství (42 obcí).

## Administrativní členění
(Obyvatelé 1. ledna 2005)
| Městský okres | Obyvatelé | Městské osídlení | Venkovské osídlení |               |
| ------------- | --------- | ---------------- | ------------------ | ------------- |
| Joškar-Ola    | 278 388   | 253 407          | 24 981             |               |
| Kozmoděmjansk | 22 679    | 22 679           | -                  |               |
| Volžsk        | 58 046    | 58 046           | -                  |               |
| Rajón         | Obyvatelé | Městské osídlení | Venkovské osídlení | Sídlo správy  |
| Gornomari     | 28 390    | -                | 28 390             | Kozmoděmjansk |
| Jurino        | 10 849    | 3 950            | 6 899              | Jurino        |
| Kilemary      | 13 790    | 4 005            | 9 785              | Kilemary      |
| Kuženěr       | 16 228    | 5 854            | 10 374             | Kuženěr       |
| Mari-Turek    | 24 505    | 5 965            | 18 540             | Mari-Turek    |
| Medveděvo     | 53 851    | 20 920           | 32 931             | Medveděvo     |
| Morki         | 34 422    | 9 795            | 24 627             | Morki         |
| Novyj Torjal  | 17 810    | 6 940            | 10 870             | Novyj Torjal  |
| Oršanka       | 15 709    | 6 907            | 8 802              | Oršanka       |
| Paraňga       | 17 553    | 6 667            | 10 886             | Paraňga       |
| Sernur        | 25 014    | 9 082            | 15 932             | Sernur        |
| Sovetskij     | 30 390    | 10 619           | 19 771             | Sovetskij     |
| Zvenigovo     | 45 468    | 23 020           | 22 448             | Zvenigovo     |
| Volžsk        | 23 758    | 4 217            | 19 541             | Volžsk        |

## Města
V Marijsku představuje hlavní město Joškar-Ola (255 000 obyvatel) jediné velké město. Jen dvě další města mají přes 20 000 obyvatel – Volžsk a Kozmoděmjansk.
Města (k 1. lednu 2005)
| Město            | Ruské jméno       | Marijské jméno            | Počet obyvatel |
| ---------------- | ----------------- | ------------------------- | -------------- |
| Joškar-Ola       | Йошкар-Ола        | Йошкар-Ола / Joškar-Ola   | 253 407        |
| Volžsk           | Волжск            | Юлсер-Ола / Julser-Ola    | 58 046         |
| Kozmoděmjansk    | Козьмодемьянск    | Цӹкмӓ / Cÿkmä             | 22 679         |
| Medveděvo        | Медведево         | Маскасола / Maskasola     | 16 606         |
| Zvenigovo        | Звенигово         | Провой / Provoj           | 12 455         |
| Sovetskij        | Советский         | У Роҥго / U Roňgo         | 10 619         |
| Morki            | Морки             | Морко / Morko             | 9 795          |
| Sernur           | Сернур            | Шернур / Šernur           | 9 082          |
| Krasnogorskij    | Красногорский     | Лушмара / Lušmara         | 7 008          |
| Novyj Torjal     | Новый Торъял      | У Торъял / U Torjal       | 6 940          |
| Oršanka          | Оршанка           | Öрша / Örša               | 6 907          |
| Paraňga          | Параньга          | Поранча / Poranča         | 6 667          |
| Mari-Turek       | Мари-Турек        | Марий Тӱрек / Marij Türek | 5 965          |
| Kuženěr          | Куженер           | Кужэҥер / Kužeňer         | 5 854          |
| Krasnookťabrskij | Краснооктябрьский | –                         | 4 314          |
| Privolžkij       | Приволжский       | –                         | 4 217          |
| Kilemary         | Килемары          | Кӹлемар / Kilemar         | 4 005          |
| Jurino           | Юрино             | Йӱрны / Jürny             | 3 950          |
| Suslonger        | Суслонгер         | Суслэҥер / Susleňer       | 3 557          |

## Politika
Marijsko je prezidentská republika. Hlavou státu je Jurij Viktorovič Zajcev.
V parlamentu jsou zastoupeny 4 politické strany. Dávají Marijcům jen malé politické zastoupení. Jejich nejdůležitější stranou je Marij Ušem.

## Ekonomika
Marijsko leží v zalesněné oblasti (tajga), 57 % jeho rozlohy zabírají lesy. Nejdůležitějšími odvětvími tak jsou lesnictví a dřevozpracující průmysl. Další místní ekonomická odvětví jsou strojírenství a elektrotechnika.